# Jocs Mediterranis de 1951
Els Jocs Mediterranis de 1951 van ser els primers Jocs Mediterranis. Es van celebrar a Alexandria (Egipte), del 5 al 20 d'octubre de 1951.

## Context
Des que els exèrcits napoleònics van ocupar Egipte a finals del segle xviii va començar l'interès per la cultura antiga, es van iniciar diverses expedicions i durant les dècades següents es van fer alguns estudis acadèmics sobre les competicions esportives a l'antic Egipte. No obstant, no va ser fins a finals de la dècada del 1910 que s'elegeix un egipci, en aquest cas Angelo Bolanaki, com a membre del CIO. El Comitè Olímpic d'Egipte va ser el primer representant africà en participar en unes olimpíades, i això va ser als Jocs Olímpics d'Estocolm del 1912.

## Desenvolupament
Va presidir la cerimònia inaugural el rei Farouk I, al costat dels ambaixadors de França, Gran Bretanya i els Estats Units. Taher Pachá va donar la benvinguda dient: "Avui és la primera manifestació esportiva en què participa la joventut dels països mediterranis, i l'honor de participar-hi, equival a l'alegria de vèncer".
Hi van participar un total de 734 esportistes (tots homes) en representació de 10 estats mediterranis. Els estats participants van ser Grècia, Iugolsàvia, França, Itàlia, Espanya, Turquia, Líban, Malta, Egipte i Síria. En total es disputaren 91 competicions repartides en 14 esports: atletisme, boxa, lluita, natació i waterpolo, gimnàstica, pesos i halters, esgrima, rem, bàsquet i tir.

## Llegat
El Comitè dels Jocs Mediterranis es va crear durant els jocs. A la primera reunió, on entre altres hi havia Santiago Güell i López, es va decidir que la segona edició seria a Barcelona l'any 1955 i van elegir a Mohammed Taher Pachá com a president honorari dels Jocs Mediterranis. La primera medalla en uns Jocs Mediterranis va ser per l'atleta italià Teseu Taddia en martell.

## Medaller
| Pos. | Estat      | Or | Argent | Bronze | Total |
| ---- | ---------- | -- | ------ | ------ | ----- |
| 1    | França     | 29 | 11     | 5      | 45    |
| 2    | Itàlia     | 27 | 21     | 14     | 62    |
| 3    | Egipte     | 22 | 26     | 17     | 65    |
| 4    | Turquia    | 10 | 3      | 7      | 20    |
| 5    | Grècia     | 4  | 9      | 8      | 21    |
| 6    | Iugoslàvia | 3  | 5      | 7      | 15    |
| 7    | Espanya    | 2  | 4      | 5      | 11    |
| 8    | Líban      | 0  | 5      | 14     | 19    |
| 9    | Síria      | 0  | 3      | 10     | 13    |